# بروک سوئت
بروک سوئت (انگلیسی: Brooke Sweat؛ زادهٔ ۲۷ مارس ۱۹۸۶) بازیکن بازیکن ملی‌پوش والیبال ساحلی اهل ایالات متحده آمریکا است. او ۱۷۳ سانتی‌متر قد دارد و به همراه جنیفر فاپما در گرند اسلم ۲۰۱۳ برلین مدال برنز گرفت.